# 해성운수
해성운수(海盛運輸)는 인천광역시의 시내버스 회사이며, 본사는 인천광역시 미추홀구 문화로 27 (관교동)에, 차고지는 인천광역시 서구 길주로44번길 13(석남동)에 있다.

## 주요 연혁
- 2009년 7월 10일: 인천광역시 서구 가좌동 2-23에서 부일버스 주식회사로 설립.
- 2009년 8월 13일: 본사를 인천광역시 서구 석남동 223-1로 이전.
- 2009년 9월 22일: 인천광역시 남구 관교동 13-10 삼환상가 101호에 관교지점을, 부평구 부개동 502-5 주화빌딩 110호에 부개지점을 각각 설치하였다.
- 2009년 11월 1일: 본사를 인천광역시 남구 관교동 13-10, 삼환아파트상가 202호로 이전함과 동시에 서구 석남동 223-1에 석남점을, 부평구 부개동 502-5 주화빌딩 110호에 부개점을, 남구 관교동 13-10 삼환상가 101호에 관교점과 가좌점을 각각 설치.
- 2010년 9월 1일: 회사명을 부일버스 주식회사에서 현재의 사명인 해성운수 주식회사로 변경.
- 2010년 10월 9일: 관교지점, 부개지점을 폐지.
- 2011년 6월 30일: 관교점, 가좌점을 각각 관교지점, 가좌지점으로 명칭을 변경하고, 관교지점과 가좌지점을 삼환상가 203호로 이전함과 동시에 삼환상가 204호에 송도지점을 설치.
- 2012년 3월 12일: 부개점을 부평지점으로 변경함과 동시에 인천광역시 남구 문화로 27, 204호 (관교동, 삼환상가)로 이전.
- 2013년 9월 30일: 본사를 현 위치인 인천광역시 남구 문화로 27, 지층1호 (관교동, 삼환상가)로 이전함과 동시에 석남점을 서구 원창로 90 (원창동)으로, 부평지점을 삼환상가 지층2호로, 관교지점을 삼환상가 지층3호로, 가좌점을 삼환상가 지층4호로 이전함과 동시에 송도지점을 폐지.
- 2014년 1월 14일: 삼환상가 지층5호에 동암지점 설치.
- 2018년 3월 20일: 삼환상가 지층6호에 부개지점 설치.
- 2020년 4월 6일: 고배흥 대표이사 사임. 정곤 단독대표이사 취임.
- 2020년 4월 13일: 석남점을 삼환상가 지층7호로 이전과 동시에 석남지점으로 명칭 변경.
- 2020년 5월 16일: 24번 시내버스 노선이 국제여객터미널에서 항동버스차고지(연안부두)로 기점이 변경되어 운행예정.
- 2020년 12월 31일: 24번 시내버스 노선이 인천시내버스 개편으로 종점이 금강마을으로 변경
- 2025년  1월  1일: 인천시내버스의 현금없는 시내버스 전면시행으로 24번, 568번, 593번 시내버스노선을 포함한 보유노선 전 노선 현금없는버스를 시행한다.

## 운행 노선

### 간선버스
- ● 24번: 연안부두 ~ 금강마을(이 노선은 부일운수에서 분할 설립전 인천버스(現원진운수)로부터 양도받은 노선이다 세운교통 24-1번과 분할 운행 중) 2016년 7월 30일 인천개편

### 지선버스
- ● 순환 51번: 구월아시아드1단지 ~ 예술회관사거리 (2016년 7월 30일 인천교통공사로부터 양도받음)
- ● 514-1번: 남촌농산물도매시장 ~ 인천터미널 ~ 주안역(2009년11월 대인교통에게 양도받았다)
- ● 530번: 동암역 ~ 동암역
- ● 557번 : 희망천입구 ~ 부평시장
- ● 560번: 부평구청역 ~ 부평역
- ● 564번: 2001아울렛 ~ 간석역(2011년세원교통에게 양도받았다)
- ● 564-1번: 열우물보조경기장 ~ 백운역
- ● 568번: 2001아울렛 ~ 동암남부역
- ● 579번: 부개역 ~부개동~부평역
- ● 593번: 범양아파트 ~ 동암역

## 과거 보유 노선
- ● 513번: 송도스포츠센터 ~ 지식정보단지역 ~ 해돋이 공원 ~ 캠퍼스타운역 ~ 동막역 (인천교통공사 이관 후 폐선)
- ● 514번: 인천터미널 ~ 주안역 ~ 석바위(폐선)
- ● 595번: 청라국제도시 ~ 검암역 (선진여객에 양도)

## 주력 차량

#### 자일대우버스
- 자일대우 NEW BS090
- 자일대우 NEW BS106

#### 현대자동차
- 현대 E-카운티
- 현대 뉴 카운티
- 현대 카운티 뉴 브리즈
- 현대 그린시티
- 현대 E-에어로타운
- 현대 뉴 슈퍼 에어로시티
- 현대 일렉시티

## 본점 및 지점 현황
- 본사: 인천광역시 미추홀구 문화로 27, 지층1호 (관교동, 삼환상가)
- 부평지점: 인천광역시 미추홀구 문화로 27, 지층2호 (관교동, 삼환상가)
- 관교지점: 인천광역시 미추홀구 문화로 27, 지층3호 (관교동, 삼환상가)
- 가좌지점: 인천광역시 미추홀구 문화로 27, 지층4호 (관교동, 삼환상가)
- 동암지점: 인천광역시 미추홀구 문화로 27, 지층5호 (관교동, 삼환상가)
- 부개지점: 인천광역시 미추홀구 문화로 27, 지층6호 (관교동, 삼환상가)
- 석남지점: 인천광역시 미추홀구 문화로 27, 지층7호 (관교동, 삼환상가)